# Eclipse lunar de 9 de janeiro de 2001
| Eclipse Lunar Total 9 de janeiro de 2001                                                                    | Eclipse Lunar Total 9 de janeiro de 2001 |
| --- | ---------------------------------------- |
| Ficheiro:TLE2001-14+15w.jpg · Máximo do eclipse total visto de Atenas, na Grécia - 20:21 UTC                |                                          |
| A Lua passando na parte norte do cone de sombra da Terra, de oeste para leste (da direita para a esquerda). |                                          |
| Gamma | +0,3720                                  |
| Saros (e membro)                                                                                            | 134 (26 de 73)                           |
| Sequência de eclipses lunares                                                                               |                                          |
| Anterior | 16 de julho de 2000                      |
| Próximo | 5 de julho de 2001                       |
| Duração (hr:mn:sc)                                                                                          |                                          |
| Total | 1:01:22                                  |
| Parcial | 3:16:19                                  |
| Penumbral                                                                                                   | 5:11:02                                  |
| Fases e Horários do Eclipse                                                                                 |                                          |
| P1 | 17:45:04 UTC                             |
| U1 | 18:42:27 UTC                             |
| U2 | 19:50:05 UTC                             |
| Máximo | 20:20:35 UTC                             |
| U3 | 20:51:07 UTC                             |
| U4 | 21:58:45 UTC                             |
| P4 | 22:56:06 UTC                             |
| A Lua cruzou a sombra da Terra em nodo ascendente de sua órbita, na constelação de Gêmeos.                  |                                          |

O eclipse lunar de 9 de janeiro de 2001 foi um eclipse total, o primeiro de três eclipses lunares do ano, e único como eclipse total. Teve magnitude umbral de 1,1889. Foi visível em toda África, Europa e Ásia, em especial o Oriente Médio, também em grande parte da Oceania e em parte das Américas, sobretudo na faixa leste. Marcou sendo o primeiro eclipse lunar do milênio e do século XXI.
Durante a totalidade, a Lua cruzou a parte norte da sombra da Terra, em nodo ascendente, dentro da constelação de Gêmeos, com duração de 61 minutos.

## Série Saros
Eclipse pertencente ao ciclo lunar Saros de série 134, sendo de número 26 num total de 73 eclipses da série. O último eclipse do ciclo foi o eclipse total de 30 de dezembro de 1982, e o eclipse seguinte será com o eclipse total de 21 de janeiro de 2019.

## Visibilidade

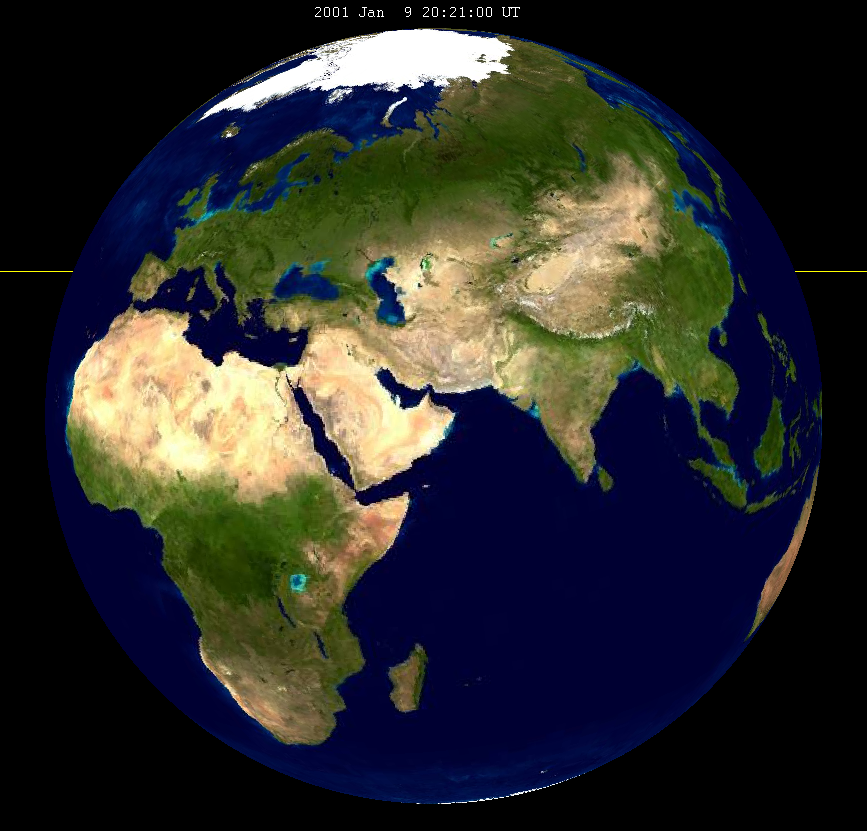
Região do planeta onde o eclipse foi visível durante o máximo da totalidade - 20:21 UTC. África, Europa e Ásia obtiveram a melhor observação do meio do eclipse, especialmente o Oriente Médio, de onde foi visível à meia-noite.